# 舒格福克鎮區 (北卡羅萊納州梅肯縣)
舒格福克鎮區（英語：Sugarfork Township）是位於美國北卡羅萊納州梅肯縣的一個鎮區。

## 地方資料
舒格福克鎮區的面積為75.63平方千米，皆為陸地。根據2020年美國人口普查的數據，當地共有人口634人，而人口密度為每平方千米8.38人。